# Tołcze (powiat białostocki)
Tołcze – wieś w Polsce położona w województwie podlaskim, w powiecie białostockim, w gminie Turośń Kościelna.
W latach 1975–1998 miejscowość należała administracyjnie do województwa białostockiego.
Wierni kościoła rzymskokatolickiego należą do parafii św. Antoniego Padewskiego w Niewodnicy Kościelnej.

## Historia
Wieś powstała ok. roku 1550. Była własnością dworu w Markowszczyźnie.
W 1727 wieś liczyła 62 mieszkańców.
W 1790 liczyła 14 dymów i należała do Łyszczyńskiego i Wiszowatego.
Szkoła podstawowa powstała w Tołczach w roku 1930/31. W 1949 była to 2-klasowa Publiczna Szkoła Powszechna. Obowiązki kierownika szkoły pełnił Stefan Konarzewski. Nauczycielami byli Stanisław Borowski i jego żona Stanisława Borowska